# Гуслистий Петро Григорович
Петро Григорович Гуслистий (22 жовтня 1900, Олександрівськ — 21 грудня 1983) — український науковець-дефектолог, сурдопедагог, кандидат педагогічних наук, доцент.

## Біографія

Могила Петра Гуслистого, Байкове кладовище

Народився 22 жовтня 1900 р. у м. Олександрівськ (Запоріжжя). Закінчивши вчительську семінарію та річні сурдопедагогічні курси у 1920—1938 роках працював викладачем математики та завучем Запорізької школи глухонімих.
У 1934 р. — без відриву від роботи закінчив Запорізький державний педагогічний інститут.
У 1938—1941 рр. працював логопедом і завучем школи для дітей із дефектами мови у Харкові, завідувачем відділу сурдопедагогіки Харківського науково-дослідного інституту дефектології та викладачем постійних курсів з підготовки сурдопедагогів. У 1941—1944 — вчитель математики, завуч, директор середньої школи с. Приволжське Саратовської області РРФСР.
У 1944—1954 — старший науковий співробітник, завідувач відділу сурдопедагогіки, заступник директора з наукової роботи Науково-дослідного Інституту дефектології Міністерства освіти УРСР. У 1950—1955 рр. — викладач дефектологічного факультету Київського державного педагогічного інституту імені О. М. Горького. У 1955—1958 рр. — завідувач відділу дефектології Науково-дослідного Інституту педагогіки УРСР. У 70-х роках XX ст. — доцент кафедри сурдопедагогіки та логопедії КДПІ ім. О. М. Горького.
Помер на 84-му році життя 21 грудня 1983 року. Був кремований, прах похований у колумбарії Байкового кладовища (ділянка № 1, тераса № 3, 50°24′57.16″ пн. ш. 30°30′17.43″ сх. д. / 50.4158778° пн. ш. 30.5048417° сх. д.).

## Наукова діяльність
Дослідник питань: навчання, виховання та підготовки до життя у суспільстві слабочуючих, глухих і глухонімих дітей. Центральна тема наукових досліджень — навчання математики та мови учнів початкових класів з вадами слуху. Наприклад, у методичному листі «Навчання глухих учнів розв'язування арифметичних задач» докладно схарактеризував труднощі учнів в розумінні умови задачі у зв'язку зі збідненням життєвого досвіду та з обмеженою мовною практикою. Навів прийоми роботи, які допомагають активізувати пізнавальну діяльність та наявний пасивний мовленнєвий запас на кожному з етапів навчання математики. Автор підручників та методичних посібників з математики та мови для шкіл глухих.

## Вибрані праці
- «Особливості розв'язання арифметичних задач у підготовчому класі шкіл глухонімих». Вісник дефектології. 1938.
- «Читанка: для 6 класу шкіл глухонімих». Київ: Радянська школа, 1939. 112 с. (у співавторстві П. І. Гусліста)
- «Програма з арифметики для шкіл глухонімих». Київ: Радянська школа, 1939.
- «Уроки арифметики у 2 класі шкіл глухонімих». Вопросы дефектологии. 1941.
- «Читанка для 4 класу шкіл глухонімих». Київ: Радянська школа, 1941. 171 с.
- «Збірник арифметичних задач і вправ для 3 класу шкіл глухонімих». Київ, 1948.
- «Збірник арифметичних задач і вправ для 5 класу шкіл глухонімих». Київ, 1948.
- «Збірник арифметичних задач і вправ для шкіл дорослих глухонімих: у 2-х ч.». Київ: Радянська школа, 1948. Ч. 1: 1—2 класи.
- «Збірник арифметичних задач і вправ для шкіл дорослих глухонімих: у 2-х ч.». Київ: Радянська школа, 1948. Ч. 2: 3—4 класи. 176 с.
- «Книга для читання 6 класу школи глухонімих». Київ, 1950
- «Методичні вказівки до розв'язування текстових арифметичних задач учнями молодших класів шкіл глухонімих». Київ, 1950. 22 с.
- «Книга для читання 7 класу школи глухонімих». Київ, 1951
- «Використання аналітичного методу при розв'язанні задач у школі глухонімих». Київ, 1952.
- «Організація мовного режиму у школі глухонімих». Українська мова в школі 1952. № 2. С. 40—43.
- «Практика розмовної мови у школі глухонімих». Українська мова в школі. 1952. № 6. С. 44—53.
- «Ідейно-політичне виховання на уроках арифметики в школі глухонімих». Київ, 1953
- «Свідоме читання учнів 1 класу школи глухонімих». Українська мова в школі 1956. № 2. С. 48—51.
- «Наукові основи навчання глухонімих дітей. Про використання дактильного замінника». Київ, 1957. 42 с.
- «Норми оцінки успішності учнів шкіл глухонімих» Київ, 1959. 23 с.
- «Читання для 6 класу школи глухонімих». Київ, 1959.
- «Деякі питання теорії і практики навчання глухих». Київ, 1959.
- «Розвиток початкових математичних уявлень в учнів підготовчого класу школи глухонімих: методичні вказівки для вчителів і вихователів до роботи за експериментальною програмою з арифметики». Київ, 1959. 21 с.
- «Перевірка й оцінка знань, умінь і навичок учнів школи глухонімих». Київ: Радянська школа, 1960. 68 с.
- «Формування моральних уявлень і понять в учнів початкових класів школи глухонімих». Київ: Радянська школа, 1961. 60 с.
- «Особливості навчання глухих учнів аналізу арифметичних задач: методичний лист». Київ, 1964. 67 с.